# Africa Continent Cup T20 2024
La Africa Continent Cup T20 2024 si sono svolti dal 4 al 14 dicembre a Kigali, in Rwanda: al torneo hanno partecipato quattro squadre.

## Regolamento

### Formula
La formula ha previsto:
- Fase a gironi, disputata con un triplice girone all'italiana: la prima e la seconda classificata accedono alla finale.

## Torneo

### Fase a gironi

#### Risultati
| 4 dicembre 2024 Gahanga International Cricket Stadium, Kigali  | Uganda   | 164/8 - 86    | Botswana | Uganda vince di 78 runs                 |
| 4 dicembre 2024 Gahanga International Cricket Stadium, Kigali  | Ruanda   | 138 - 92/4    | Nigeria  | Nigeria vince di 6 wickets (metodo DLS) |
| 5 dicembre 2024 Gahanga International Cricket Stadium, Kigali  | Nigeria  | 185/5 - 156/7 | Botswana | Nigeria vince di 26 runs                |
| 5 dicembre 2024 Gahanga International Cricket Stadium, Kigali  | Ruanda   | 83 - 192/7    | Uganda   | Uganda vince di 112 runs (metodo DLS)   |
| 6 dicembre 2024 Gahanga International Cricket Stadium, Kigali  | Ruanda   | 138/0 - 137/9 | Botswana | Rwanda vince di 10 wickets              |
| 6 dicembre 2024 Gahanga International Cricket Stadium, Kigali  | Nigeria  | 133/9 - 87/5  | Uganda   | Uganda vince di 5 wickets (metodo DLS)  |
| 7 dicembre 2024 Gahanga International Cricket Stadium, Kigali  | Ruanda   | 65 - 151/8    | Uganda   | Uganda vince di 86 runs                 |
| 7 dicembre 2024 Gahanga International Cricket Stadium, Kigali  | Nigeria  | 142/7 - 141/9 | Ruanda   | Botswana vince di 2 wickets             |
| 8 dicembre 2024 Gahanga International Cricket Stadium, Kigali  | Nigeria  | 103 - 107/3   | Uganda   | Uganda vince di 7 wickets               |
| 8 dicembre 2024 Gahanga International Cricket Stadium, Kigali  | Ruanda   | 111/8 - 115/4 | Botswana | Botswana vince di 6 wickets             |
| 9 dicembre 2024 Gahanga International Cricket Stadium, Kigali  | Botswana | 121/7 - 229/3 | Uganda   | Uganda vince di 108 runs                |
| 9 dicembre 2024 Gahanga International Cricket Stadium, Kigali  | Ruanda   | 149/8 - 152/4 | Nigeria  | Rwanda vince di 6 wickets               |
| 11 dicembre 2024 Gahanga International Cricket Stadium, Kigali | Ruanda   | 168/8 - 143/9 | Botswana | Rwanda vince di 25 runs                 |
| 11 dicembre 2024 Gahanga International Cricket Stadium, Kigali | Nigeria  | 128/7- 151/8  | Uganda   | Uganda vince di 23 runs                 |
| 12 dicembre 2024 Gahanga International Cricket Stadium, Kigali | Ruanda   | 98/9 - 148/6  | Uganda   | Uganda vince di 50 runs                 |
| 12 dicembre 2024 Gahanga International Cricket Stadium, Kigali | Botswana | 49/3 - 51/0   | Nigeria  | Nigeria vince di 10 wickets             |
| 13 dicembre 2024 Gahanga International Cricket Stadium, Kigali | Ruanda   | 151/8 - 114/7 | Nigeria  | Nigeria vince di 37 runs                |
| 13 dicembre 2024 Gahanga International Cricket Stadium, Kigali | Uganda   | 141/6 - 108/7 | Botswana | Uganda vince di 33 runs                 |

#### Classifica
| Pos. | Squadra  | Pt | G  | V | P | NRR    |
| ---- | -------- | -- | -- | - | - | ------ |
| 1.   | Uganda   | 8  | 18 | 9 | 0 | +3.362 |
| 2.   | Nigeria  | 9  | 8  | 4 | 5 | −0.109 |
| 3.   | Ruanda   | 9  | 6  | 3 | 6 | −1.566 |
| 4.   | Botswana | 9  | 4  | 2 | 7 | −1.779 |

      Qualificata in finale

### Finale
| 14 dicembre Referto |

| Uganda    | v | Nigeria     |
| 89 (17.3) |   | 90/4 (17.2) |
|           |   |             |

- Nigeria vince il sorteggio e decide di battere